# Sarah Wilson (corrispondente di guerra)
Sarah Wilson, nata Saah Isabella Augusta Spencer-Churchill (Blenheim Palace, 4 luglio 1865 – Londra, 22 ottobre 1929), è stata una giornalista e scrittrice inglese.
Fu una delle prime donne corrispondenti di guerra nel 1899, quando venne reclutata da Alfred Harmsworth per documentare l'assedio di Mafeking per il Daily Mail nel corso della seconda guerra boera.

## Biografia

### Famiglia
Nata il 4 luglio 1865 al Blenheim Palace, a Woodstock nell'Oxfordshire, lady Sarah Spencer-Churchill era la più giovane di undici figli di John Spencer-Churchill, VII duca di Marlborough (1822–1883), e di sua moglie, lady Frances Anne Emily Vane (1822–1899), figlia di Charles William Vane, III marchese di Londonderry. Suo fratello maggiore era George Charles Spencer-Churchill, VIII duca di Marlborough (1844–1892), e l'altro suo fratello era lord Randolph Henry Churchill (1849–1895), padre del primo ministro Winston Churchill (1874–1965), che pure lavorò come corrispondente di guerra durante la guerra boera per il The Morning Post. Anne, duchessa di Roxburghe (1854–1923), era sua sorella maggiore.
Il 21 novembre 1891, sposò Gordon Chesney Wilson, (3 agosto 1865 – 6 novembre 1914), delle Royal Horse Guards, figlio di Jennie Campbell e Sir Samuel Wilson, deputato. Suo marito venne ucciso sul campo di battaglia il 6 novembre 1914 nella prima battaglia di Ypres. La coppia ebbe un figlio, Randolph Gordon Wilson (1893–1956).

### Corrispondente all'assedio di Mafeking
Il giornale Daily Mail reclutò lady Sarah come proprio corrispondente di guerra dal momento che il corrispondente precedente, Ralph Hellawell, era stato arrestato dai boeri mentre si trovava all'esterno della città di Mafeking. Giornalisticamente, fu la persona giusta al momento giusto, essendosi spostata a Mafeking col marito, il tenente colonnello Gordon Chesney Wilson, all'inizio della guerra, il quale era aiutante di campo del colonnello Robert Baden-Powell, ufficiale comandante di Mafeking. Baden-Powell le chiese di lasciare Mafeking per la propria sicurezza dopo che i boeri minacciarono di attaccare la guarnigione britannica. Fece quanto le era stato chiesto, ma al contrario prese la sconsiderata decisione di avventurarsi con la sua cameriera nella campagna sudafricana dell'epoca. Venne catturata dai boeri e tornò alla città solo dietro lo scambio con un ladro di cavalli che era ivi detenuto dagli inglesi.
Dopo essere rientrata a Mafeking, sana e salva, si accorse che a quattro miglia dalle trincee erano iniziati dei bombardamenti. Durante la sua permanenza in città, si adoperò come crocerossina per l'ospedale dei convalescenti e venne ferita leggermente da una scheggia di un proiettile boero alla fine di gennaio del 1900.

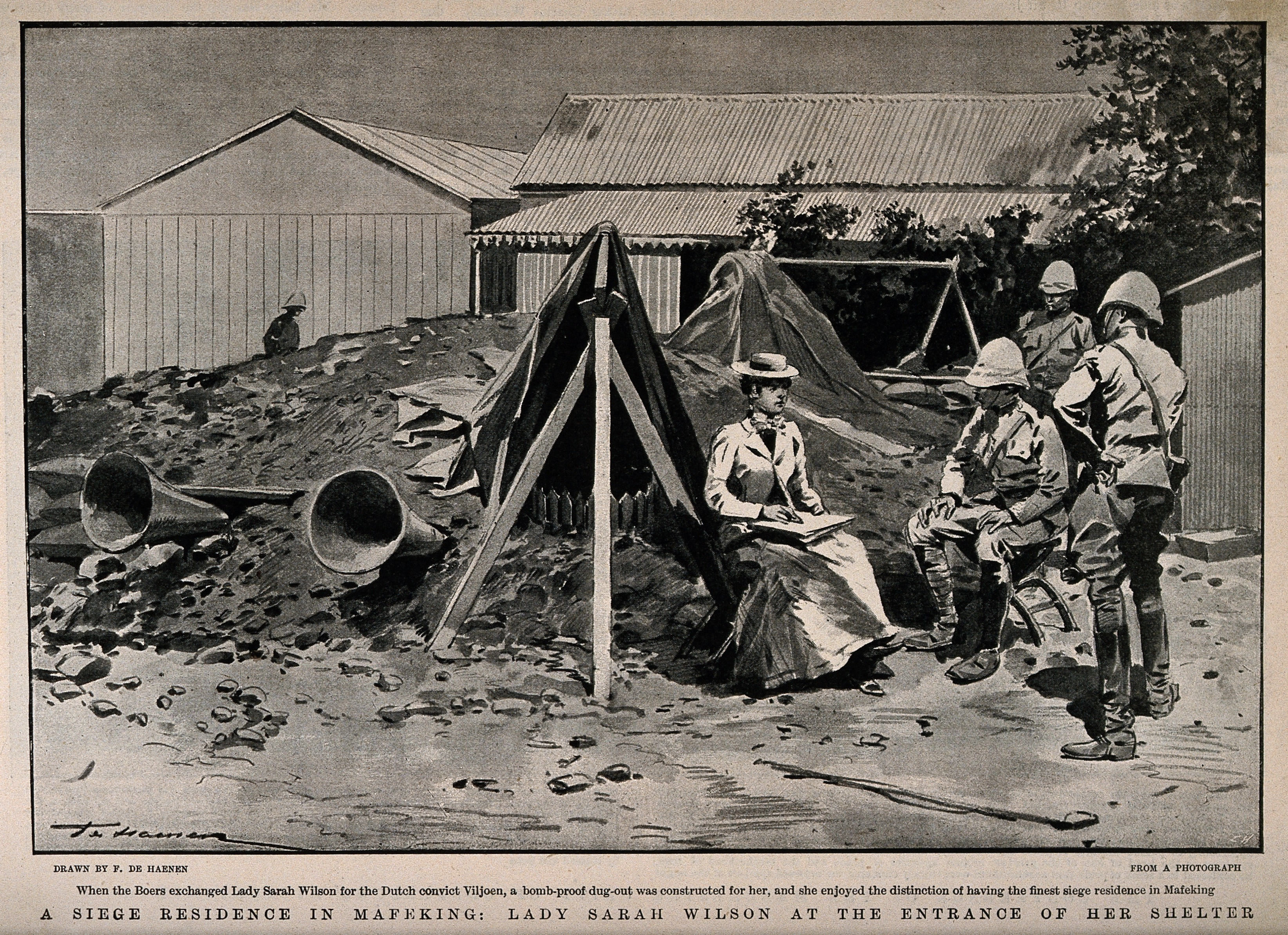
Tre soldati parlano con Sarah Wilson a Mafeking.

Il 26 marzo 1900, alla fine dell'assedio, scrisse:

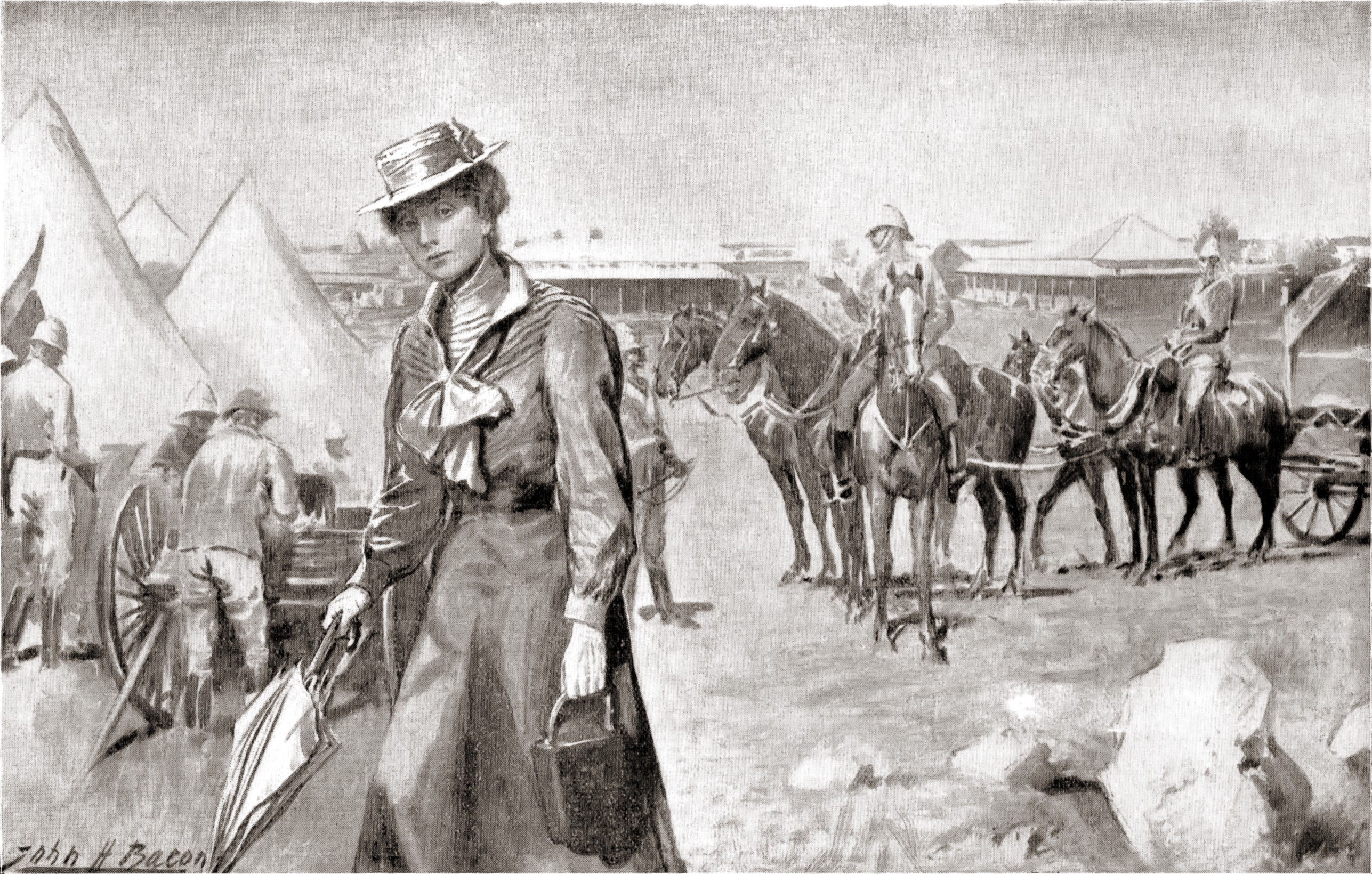
Lady Sarah Wilson durante l'assedio di Mafeking nel corso della seconda guerra boera

Sebbene circondata da morte e distruzione, come corrispondente di guerra preferì non concentrarsi eccessivamente sugli orrori della guerra, ma preferì descrivere il ciclo degli eventi come ad esempio le celebrazioni per il compleanno del colonnello Baden-Powell. Malgrado questi eventi, la mancanza di cibo divenne un fatto noto e la situazione appariva di volta in volta sempre più disperata quando la guarnigione venne colpita da una epidemia di malaria tifoidea. Approfittando di questo fatto, i boeri tentarono di penetrare dalla periferia della città, gli inglesi riuscirono a fermare comunque l'assalto.
L'assedio si concluse infine dopo 217 giorni, quando i Royal Horse e la Canadian Artillery galopparono per le vie di Mafeking il 17 maggio 1900. Solo poche persone del posto apparvero lungo i sentieri polverosi a cantare "Rule, Britannia!". A Londra ad ogni modo la situazione era ben differente con più di 20.000 persone che scesero per le strade a celebrare la vittoria di Mafeking.

### Gli ultimi anni

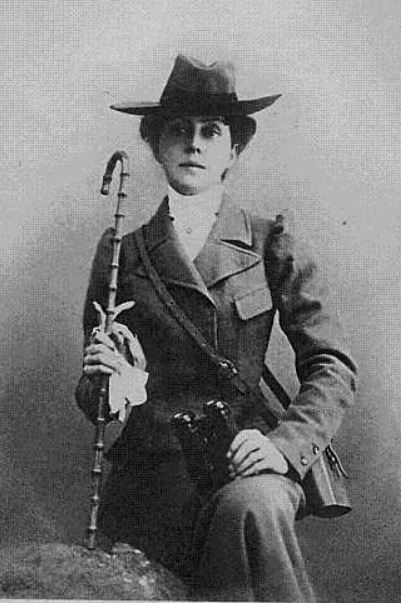
Sarah Wilson nel 1899 circa.

Nel maggio del 1901, la Wilson venne investita del cavalierato di grazia del Venerabile ordine di San Giovanni, e nel dicembre di quello stesso anno re Edoardo VII le conferì personalmente la decorazione della croce rossa inglese per il servizio prestato a Mafeking.
Tornò in Sudafrica con la sorella, la contessa Howe, nel settembre del 1902. Morì anni dopo a Londra, il 22 ottobre 1929.

## Ascendenza
|                                                     |                                               |                                                      | Genitori                                       |  |  | Nonni |  |  | Bisnonni                                           |  |  | Trisnonni                                  |  |
|                                                     |                                               |                                                      |                                                |  |  |       |  |  | 8. George Spencer-Churchill, V duca di Marlborough |  |  | 16. George Spencer, IV duca di Marlborough |  |
|                                                     |                                               |                                                      |                                                |  |  |       |  |  | 8. George Spencer-Churchill, V duca di Marlborough |  |  | 16. George Spencer, IV duca di Marlborough |  |
|                                                     |                                               | 17. lady Caroline Russell                            |                                                |  |  |       |  |  | 8. George Spencer-Churchill, V duca di Marlborough |  |  |                                            |  |
| 4. George Spencer-Churchill, VI duca di Marlborough |                                               |                                                      |                                                |  |  |       |  |  | 8. George Spencer-Churchill, V duca di Marlborough |  |  |                                            |  |
|                                                     |                                               | 9. lady Susan Stewart                                | 18. John Stewart, VII conte di Galloway        |  |  |       |  |  |                                                    |  |  |                                            |  |
|                                                     |                                               | 9. lady Susan Stewart                                | 18. John Stewart, VII conte di Galloway        |  |  |       |  |  |                                                    |  |  |                                            |  |
|                                                     |                                               | 9. lady Susan Stewart                                | 19. Anne Dashwood                              |  |  |       |  |  |                                                    |  |  |                                            |  |
| 2. John Spencer-Churchill, VII duca di Marlborough  |                                               | 9. lady Susan Stewart                                |                                                |  |  |       |  |  |                                                    |  |  |                                            |  |
|                                                     |                                               | 10. George Stewart, VIII conte di Galloway           | 20. John Stewart, VII conte di Galloway (= 18) |  |  |       |  |  |                                                    |  |  |                                            |  |
|                                                     |                                               | 10. George Stewart, VIII conte di Galloway           | 20. John Stewart, VII conte di Galloway (= 18) |  |  |       |  |  |                                                    |  |  |                                            |  |
|                                                     |                                               | 10. George Stewart, VIII conte di Galloway           | 21. Anne Dashwood (= 19)                       |  |  |       |  |  |                                                    |  |  |                                            |  |
| 5. lady Jane Stewart                                |                                               | 10. George Stewart, VIII conte di Galloway           |                                                |  |  |       |  |  |                                                    |  |  |                                            |  |
|                                                     |                                               | 11. lady Jane Paget                                  | 22. Henry Paget, I conte di Uxbridge           |  |  |       |  |  |                                                    |  |  |                                            |  |
|                                                     |                                               | 11. lady Jane Paget                                  | 22. Henry Paget, I conte di Uxbridge           |  |  |       |  |  |                                                    |  |  |                                            |  |
|                                                     |                                               | 11. lady Jane Paget                                  | 23. Jane Champagné                             |  |  |       |  |  |                                                    |  |  |                                            |  |
| 1. Sarah Spencer-Churchill                          |                                               | 11. lady Jane Paget                                  |                                                |  |  |       |  |  |                                                    |  |  |                                            |  |
|                                                     | 12. Robert Stewart, I marchese di Londonderry | 24. Alexander Stewart                                |                                                |  |  |       |  |  |                                                    |  |  |                                            |  |
|                                                     | 12. Robert Stewart, I marchese di Londonderry | 24. Alexander Stewart                                |                                                |  |  |       |  |  |                                                    |  |  |                                            |  |
|                                                     | 12. Robert Stewart, I marchese di Londonderry | 25. Mary Cowan                                       |                                                |  |  |       |  |  |                                                    |  |  |                                            |  |
| 6. Charles Stewart, III marchese di Londonderry     | 12. Robert Stewart, I marchese di Londonderry |                                                      |                                                |  |  |       |  |  |                                                    |  |  |                                            |  |
|                                                     |                                               | 13. lady Frances Pratt                               | 26. Charles Pratt, I conte di Camden           |  |  |       |  |  |                                                    |  |  |                                            |  |
|                                                     |                                               | 13. lady Frances Pratt                               | 26. Charles Pratt, I conte di Camden           |  |  |       |  |  |                                                    |  |  |                                            |  |
|                                                     |                                               | 13. lady Frances Pratt                               | 27. Elizabeth Jeffreys                         |  |  |       |  |  |                                                    |  |  |                                            |  |
| 3. lady Frances Anne Vane                           |                                               | 13. lady Frances Pratt                               |                                                |  |  |       |  |  |                                                    |  |  |                                            |  |
|                                                     |                                               | 14. sir Henry Vane-Tempest, II baronetto             | 28. sir Henry Vane, I baronetto                |  |  |       |  |  |                                                    |  |  |                                            |  |
|                                                     |                                               | 14. sir Henry Vane-Tempest, II baronetto             | 28. sir Henry Vane, I baronetto                |  |  |       |  |  |                                                    |  |  |                                            |  |
|                                                     |                                               | 14. sir Henry Vane-Tempest, II baronetto             | 29. Frances Tempest                            |  |  |       |  |  |                                                    |  |  |                                            |  |
| 7. lady Frances Vane-Tempest                        |                                               | 14. sir Henry Vane-Tempest, II baronetto             |                                                |  |  |       |  |  |                                                    |  |  |                                            |  |
|                                                     |                                               | 15. Anne Catherine MacDonnell, II contessa di Antrim | 30. Randal MacDonnell, I marchese di Antrim    |  |  |       |  |  |                                                    |  |  |                                            |  |
|                                                     |                                               | 15. Anne Catherine MacDonnell, II contessa di Antrim | 30. Randal MacDonnell, I marchese di Antrim    |  |  |       |  |  |                                                    |  |  |                                            |  |
|                                                     |                                               | 15. Anne Catherine MacDonnell, II contessa di Antrim | 31. hon. Letitia Morres                        |  |  |       |  |  |                                                    |  |  |                                            |  |
|                                                     |                                               | 15. Anne Catherine MacDonnell, II contessa di Antrim |                                                |  |  |       |  |  |                                                    |  |  |                                            |  |